# Breviperna placida
Breviperna placida is een vliegensoort uit de familie van de viltvliegen (Therevidae). De wetenschappelijke naam van de soort werd voor het eerst geldig gepubliceerd in 1894 door Daniel William Coquillett.